# Vassijaure (sjö)
För järnvägshållplatsen med samma namn, se Vassijaure.
Vassijaure, nordsamiska Vássejávri, är en alpin insjö som ligger mellan orterna Riksgränsen och Vassijaure  i Kiruna kommun i Lappland som ingår i Torneälvens huvudavrinningsområde. Sjön har en area på 6,22 kvadratkilometer och ligger 462,1 meter över havet. Sjön avvattnas av vattendraget Njuoraätno vars vatten småningom hamnar i Torneträsk. Den blir vanligen isfri i mitten av juni och fryser åter i oktober eller november. I sjön finns sik, röding, laxöring, lake och elritsa.

## Delavrinningsområde
Vassijaure ingår i delavrinningsområde (759586-159725) som SMHI kallar för Utloppet av Vassijaure. Medelhöjden är 547 meter över havet och ytan är 40,27 kvadratkilometer. Räknas de 4 avrinningsområdena uppströms in blir den ackumulerade arean 147,58 kvadratkilometer. Njuoraätno som avvattnar avrinningsområdet har biflödesordning 2, vilket innebär att vattnet flödar genom totalt 2 vattendrag innan det når havet efter 511 kilometer. Avrinningsområdet består mestadels av kalfjäll (74 procent). Avrinningsområdet har 6,89 kvadratkilometer vattenytor vilket ger det en sjöprocent på 17,1 procent.

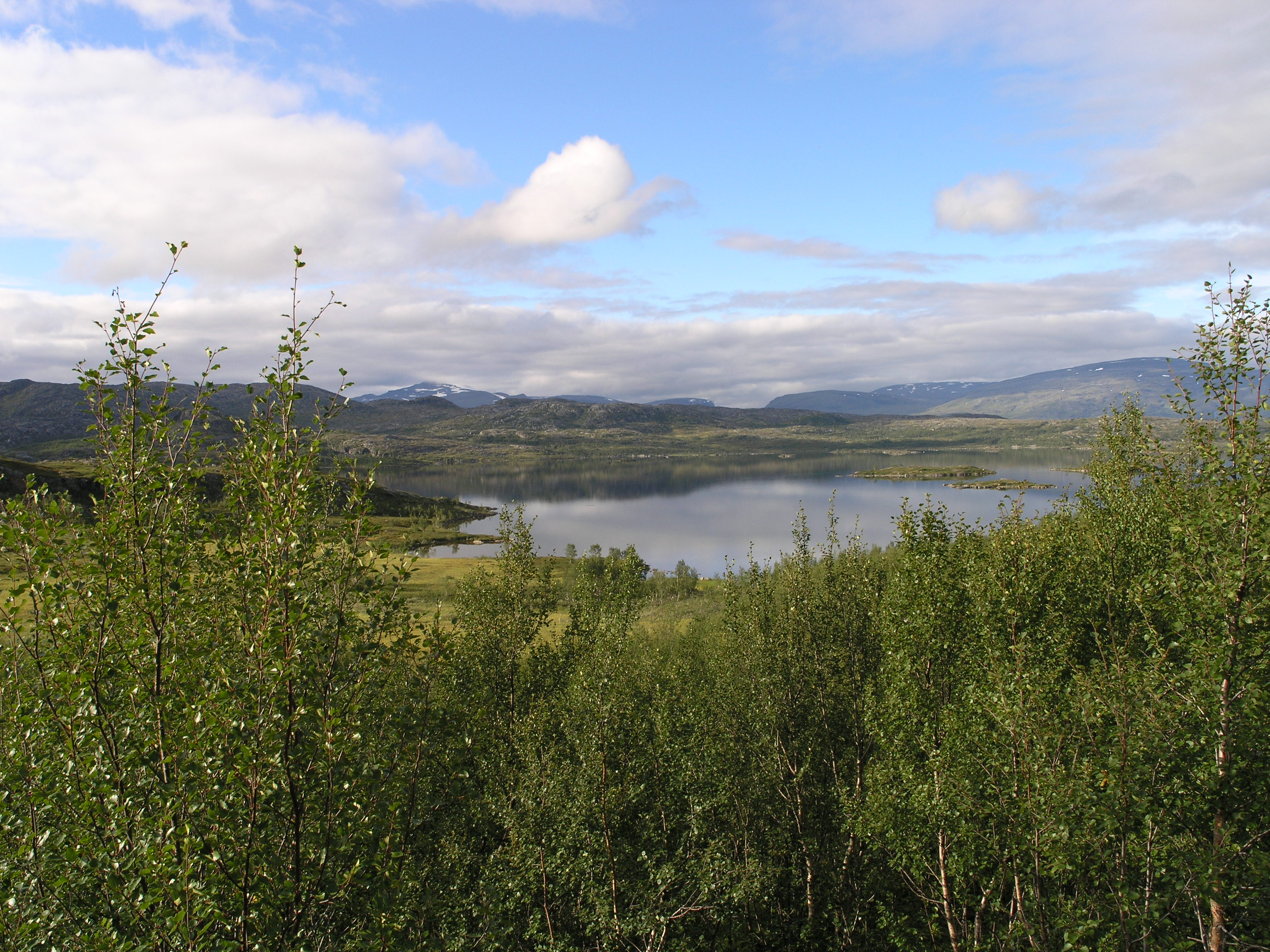
Vassijaure sedd från E10.
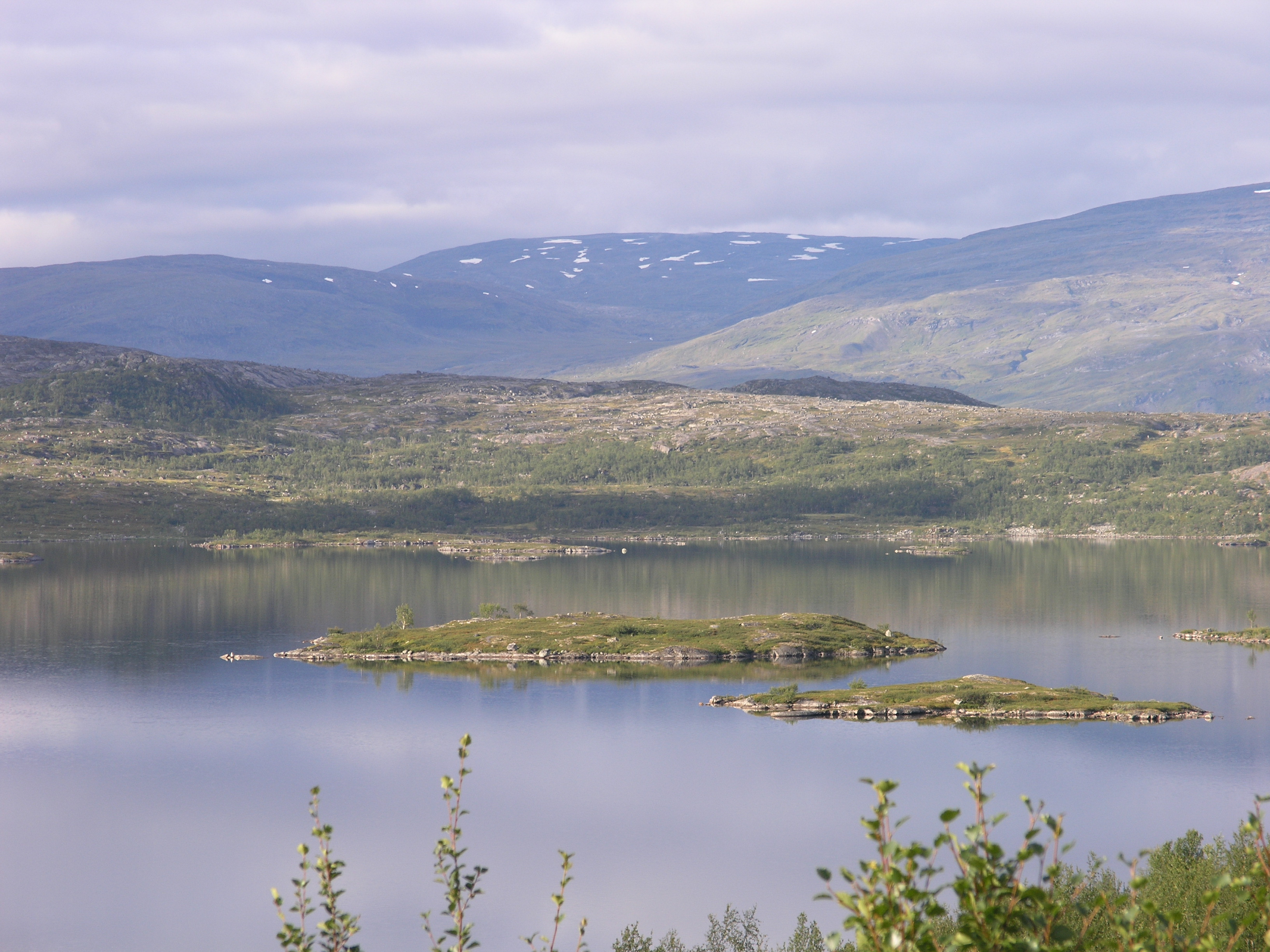
Vassijaure.
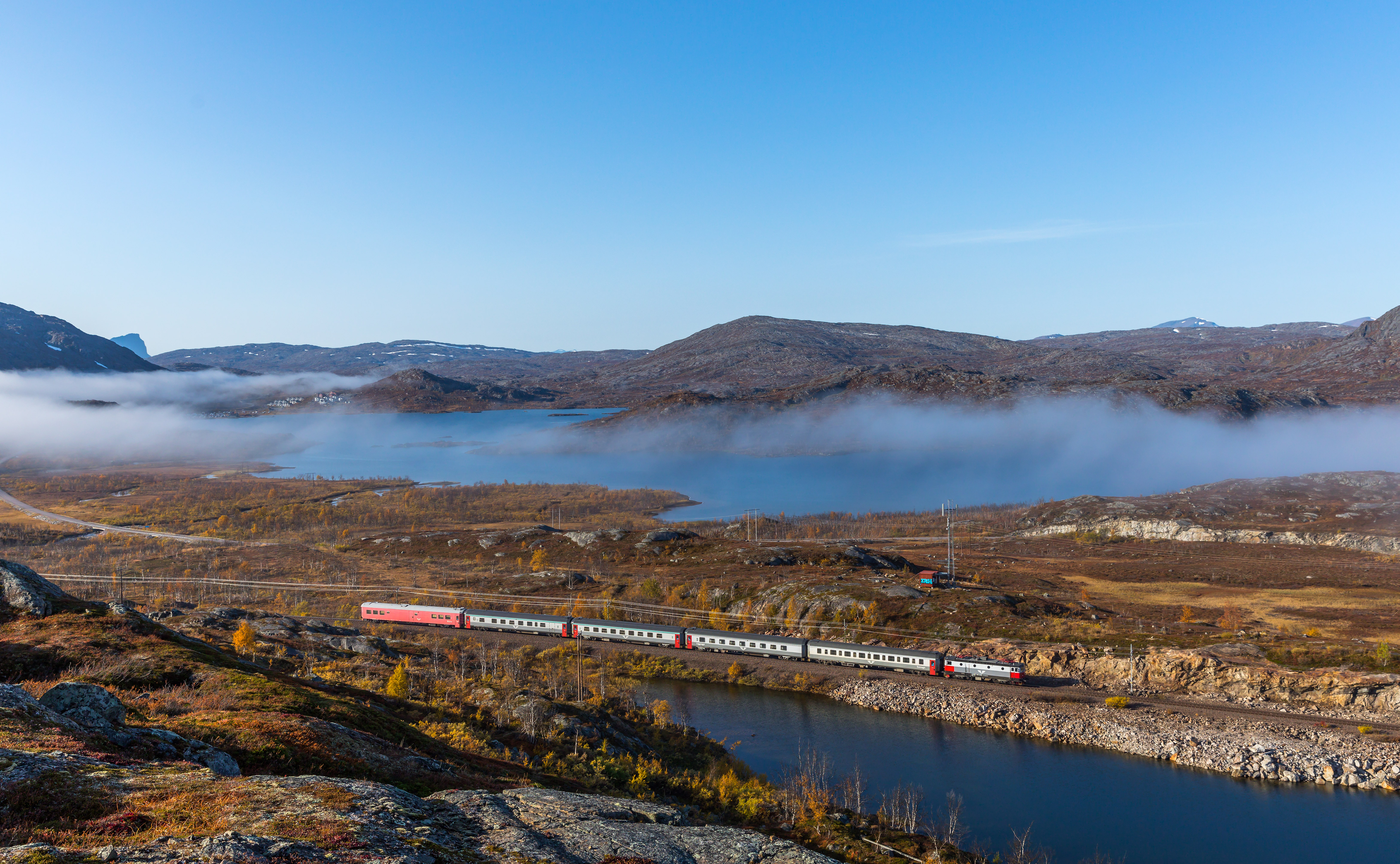